# 春暮康一
春暮 康一（はるくれ こういち、1985年 -）は、日本のSF作家。山梨県甲府市出身。

## 経歴・人物
山梨大学大学院物質・生命工学専攻修士課程修了。現在メーカー勤務のエンジニア。
2019年8月、投稿作「オーラリメイカー」が第7回ハヤカワSFコンテストで〈優秀賞〉を受賞し、同年11月に作家デビューした。
2023年『法治の獣』収録の表題作「法治の獣」が、第54回星雲賞日本短篇部門を受賞。また短編集『法治の獣』が『SFが読みたい!』ベストSFの2022年国内篇第1位。
2024年、『一億年のテレスコープ』が第45回日本SF大賞の最終候補作となる。

## 作品リスト

### 単行本
- 『オーラリメイカー ORRERY MAKER』（早川書房、2019年11月[注 1]）ISBN 978-4152098979
  - 〔完全版〕（ハヤカワ文庫JA、2023年7月）ISBN 978-4150315566
- 『法治の獣』（ハヤカワ文庫JA、2022年4月[注 2]）ISBN 978-4-15-031520-7
- 『一億年のテレスコープ』（早川書房、2024年8月）ISBN 978-4-15-210358-1

### アンソロジー収録作品
「」内が春暮の作品
- 『2084年のSF』日本SF作家クラブ編（ハヤカワ文庫JA、2022年5月）「混沌を搔き回す」
- 『地球へのSF』日本SF作家クラブ編（ハヤカワ文庫JA、2024年5月）「竜は災いに棲みつく」

### 雑誌掲載作品
小説
- 「オーラリメイカー」(優秀賞受賞作冒頭先行掲載) - 『S-Fマガジン』2019年12月号 早川書房 2019年10月発売 掲載
- 「ピグマリオン (前篇)」 - 『S-Fマガジン』2020年8月号 早川書房 2020年6月発売 掲載
- 「ピグマリオン (後篇)」 - 『S-Fマガジン』2020年10月号 早川書房 2020年8月発売 掲載
- 「主観者 (前篇)」 - 『S-Fマガジン』2021年8月号 早川書房 2021年6月発売 掲載
- 「主観者 (後篇)」 - 『S-Fマガジン』2021年10月号 早川書房 2021年8月発売 掲載
- 「モータル・ゲーム」 - 『S-Fマガジン』2022年9月号 早川書房 2022年6月発売 掲載
- 「一億年のテレスコープ」（冒頭先行掲載） - 『S-Fマガジン』2024年8月号 早川書房 2024年6月発売 掲載